# Quinton Davids
Pour les articles homonymes, voir Davids.
Pas d'image ? Cliquez ici

a Compétitions nationales et continentales officielles uniquement.

b Matchs officiels uniquement.
Dernière mise à jour le 18 novembre 2021.
Quinton Davids, né le 17 juillet 1975 à Bellville (Afrique du Sud), est un joueur de rugby à XV qui a joué avec l'équipe d'Afrique du Sud. Il évolue au poste de deuxième ligne.

## Carrière

### En club
Il a joué sept matchs de Super 12 en 2005.

### En équipe nationale
Il a disputé son premier test match le 15 juin 2002 contre l'équipe du Pays de Galles. Son dernier test match fut contre les All Blacks, le 24 juillet 2004.

## Palmarès
- 9 test matchs avec l'équipe d'Afrique du Sud